# DeSmuME
DeSmuME es un emulador de Nintendo DS para Microsoft Windows, Mac OS, Linux y Amiga OS, aunque también se instala en la Wii. Soporta la mayoría de los ROMs de Nintendo DS, tanto homebrew como comerciales. Es, junto a No$GBA, uno de los emuladores de NDS más usados y valorados.

## Limitaciones técnicas
- Debido a políticas de Nintendo, no es posible el soporte Wi-Fi.
- Tampoco puede soportar juegos de 3DS.

## Requerimientos del sistema
No existe requisitos mínimos pero para ejecutar correctamente los juegos se necesita:
- CPU: 2 GHz
- RAM: 1 GB
- HDD: 5 MB para los archivos de programa + 8 a 512 MB para cada archivo con extensión .NDS
- SO: Windows XP, OSX 10.5.8, Linux que tenga Kernel 2.6